# Jeunesse antisémitique

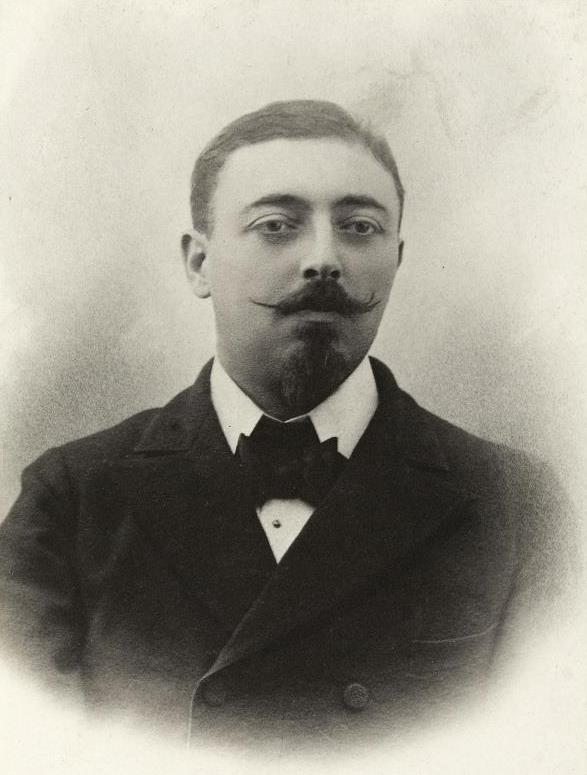
Édouard Dubuc

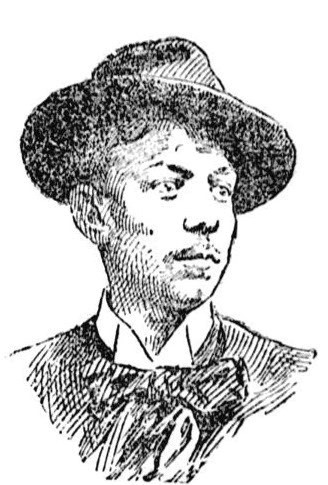
Jacques Cailly (Libre Parole, 23. November 1899)

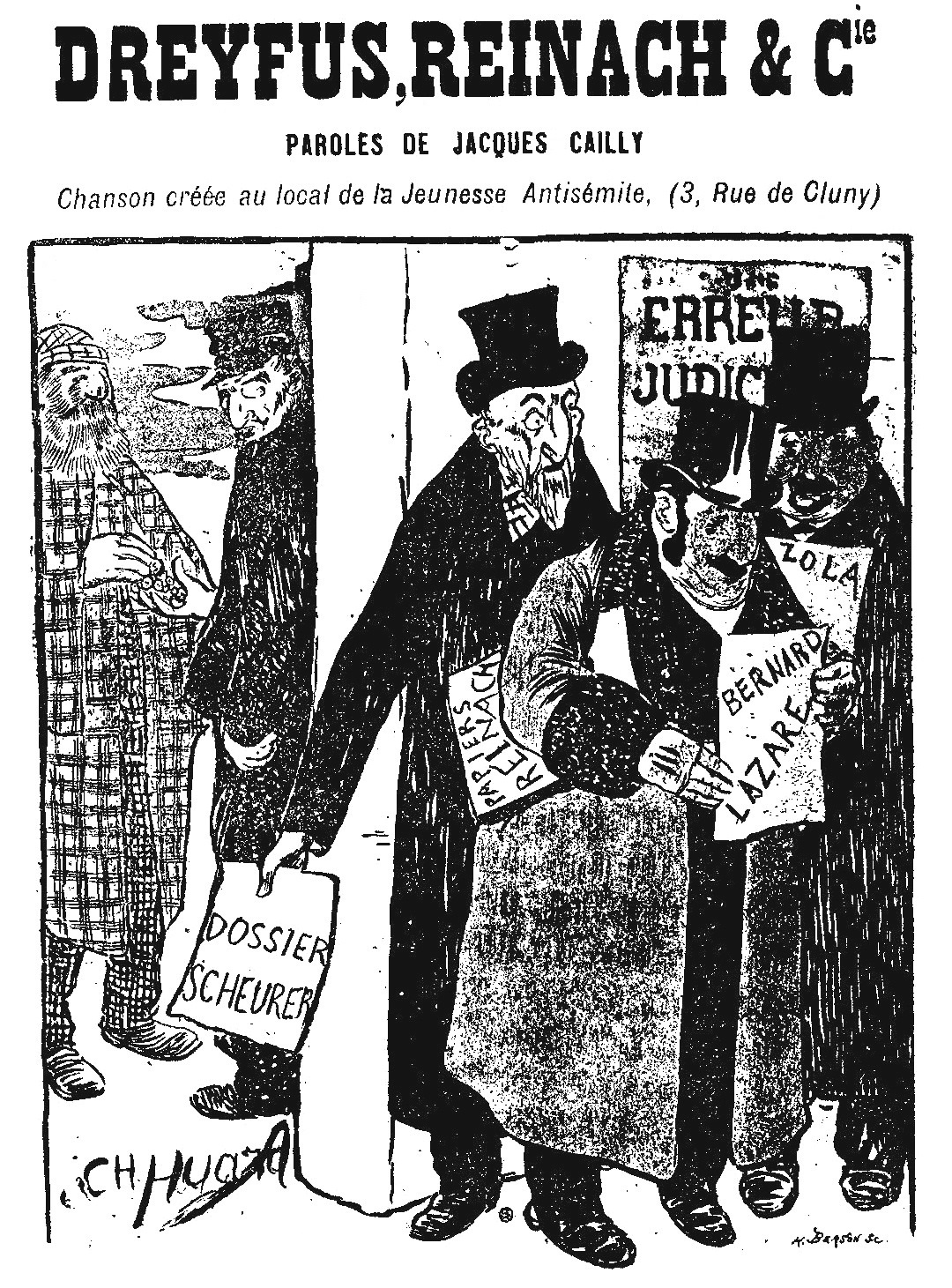
Titelbild eines antidreyfusardischen Liedes von Jacques Cailly, das zwischen 1896 und 1898 im Lokal der antisemitischen Jugend entstand. Die Zeichnung von Charles Huard wurde in La Libre Parole illustrée vom 14. November 1896 veröffentlicht.

Die Jeunesse antisémitique (Antisemitische Jugend, auch Jeunesse antisémite oder Jeunesse antisémitique et nationaliste), später Jeunesse antisémitique de France, die 1901 zur Parti national antijuif (Antijüdische nationale Partei) wurde, war eine antisemitische und nationalistische Liga im Frankreich der Dritten Republik, die zwischen dem Ende des 19. und dem Beginn des 20. Jahrhunderts aktiv war.

## Geschichte
Die Jeunesse antisémitique ging aus der Groupe des étudiants antisémites (Antisemitische Studentenfraktion) hervor, die im April 1894 von jungen Bewunderern Édouard Drumonts und des Marquis de Morès gegründet worden war. Unter dem Vorsitz des Rechtsreferendars Camille Jarre (später Generalsekretär der Parti agraire national des Comte d’Hugues und 1900 Gründer der Association nationaliste de la jeunesse (Nationalistische Jugendvereinigung)) gehörten Renauld d’Élissagaray und Charles Huard zu den Mitgliedern dieser Gruppe. Die Gruppe, die zunächst als „eine Handvoll ungestümer Kinder“ mit sehr begrenztem Einfluss erschien, gewann ab Herbst 1896 an Bedeutung, als der junge Ingenieur Édouard Dubuc den Vorsitz übernahm und Jarre zum Vizepräsidenten ernannt wurde. Die Liga, die 1897 in Jeunesse antisémitique de France umbenannt wurde und ab 1898 über ein offizielles Presseorgan (Le Précurseur) verfügte, hatte als Sekretär den Zeichner Louis-Ferdinand-Émile Davout, genannt Jacques Cailly, einen Freund Dubucs. Sie zählte „mehr Führer als Soldaten“ und scheint nicht mehr als 400 Mitglieder gehabt zu haben.
Republikanisch und vage sozialistisch, stand die Jeunesse antisémitique anfangs Drumont – der sie unregelmäßig und spärlich subventionierte – näher als Jules Guérin, dem Führer der zweiten antisemitischen Liga (Grand Occident de France), den Dubucs Organisation als Rivalen betrachtete. Sie unterhielt sporadische Kontakte zu Mitgliedern der Ligue des Patriotes wie Marcel Habert und Maurice Barrès, den Dubuc bei den Wahlen von 1898 gegen Ludovic Gervaize unterstützte, der wiederum von Guérin unterstützt wurde. Sie arbeitete auch mit der Union nationale von Abbé Garnier zusammen.
Die Jeunesse antisémitique engagierte sich schon früh in der Anti-Dreyfusard-Bewegung und organisierte am 21. November 1897 im Gymnasium Pascaud ihre allererste Versammlung. Ihre Mitglieder, die oft mit „bayados“ (sehr widerstandsfähigen Holzstöcken) bewaffnet waren, zögerten nicht, Gewalt und Einschüchterung anzuwenden, insbesondere am Rande von politischen Versammlungen. Die Liga geriet unter Verdacht der Behörden, die im Februar und im August 1899 die Rue de la Grange-aux-Belles Nr. 22 durchsuchten, wo sich sowohl Dubucs Wohnung als auch der Sitz des Précurseur befanden. Im selben Monat gehörten Dubuc und Cailly zu den 67 Anti-Dreyfus-Agitatoren, die von der von Waldeck-Rousseau beschlossenen Razzia betroffen waren. Sie wurden inhaftiert und anschließend vor das Hohe Gericht gestellt, aber schließlich freigesprochen. Kurz darauf waren bei den Kommunalwahlen 1900 die Kandidaten der Pariser Nationalisten erfolgreich, insbesondere Édouard Dubuc, der einen seit zehn Jahren amtierenden sozialistischen Stadtrat im Quartier des Arts et Métiers schlug.
Am 6. Mai 1901 wurde die Liga nach dem „Antijüdischen Kongress von Paris“ in die Parti national antijuif umgewandelt, die weiterhin von Dubuc geleitet wurde und in deren Vorstand Cailly und Louis Lionne, stellvertretender Bürgermeister von Algier, vertreten waren. Ende des Jahres geriet die Parti national antijuif in Konflikt mit dem ehemaligen Bürgermeister von Algier, Max Régis, der beschuldigt wurde, der antisemitischen Sache zu schaden. Gleichzeitig zerstritt sie sich mit Drumont, da dieser sich geweigert hatte, die Kommuniqués der Partei in La Libre Parole zu veröffentlichen, weil er eine Konkurrenz zu seiner eigenen Wahlorganisation, dem Comité National Antijuif (Kern der späteren, 1903 gegründeten Fédération nationale antijuive), befürchtete. Dubucs Partei musste sich folglich mit ihrer eigenen Zeitung, Le Précurseur, begnügen.
Die Parti National Antijuif stellte bei den Parlamentswahlen 1902 mehrere Kandidaten auf, insbesondere in den Wahlkreisen des Arrondissements von Paris, wo sie erfolglos den Journalisten Daniel Caldine unterstützte, der mit dem Nationalisten Louis Delsol, einem Kandidaten der Ligue de la patrie française (LPF), konkurrierte. Als Kandidat im zweiten Wahlkreis des 12. Arrondissements von Paris erhielt Jacques Cailly nur halb so viele Stimmen wie der antijüdische Meis. Zwei Jahre später, bei den Kommunalwahlen, war Édouard Dubuc selbst an der Reihe, geschlagen zu werden.
Durch diese Wahlniederlagen geschwächt, löste sich die Organisation nach 1904 auf, hauptsächlich zugunsten der Ligue des patriotes und der Action française.